# Dalbulus maidis
Dalbulus maidis je druh z čeledi křískovití (Cicadellidae) původně rozšířený v tropech a subtropech amerického kontinentu. Je to významný polyfágní škůdce obilovin a trav škodící sáním a přenosem viróz.